# Frontera entre Finlandia y Noruega
La frontera entre Noruega y Finlandia tiene 736 kilómetros de largo. Es una frontera terrestre y fluvial entre dos puntos. El trifinio occidental está marcado por Treriksröset, un mojón de piedra donde ambos países limitan con Suecia. El trifinio oriental está marcado por Treriksrøysa, un mojón de piedra donde ambos países limitan con Rusia cerca del lago Inari.

## Trazado
Esta frontera consiste en una única sección entendida de forma integral en Laponia. Separa las provincia finlandesa de Laponia en el sur de la región noruega de Nord-Norge al norte. Aparte del hecho de que esta frontera atraviesa la montaña Halti, el punto más alto de Finlandia, está limitado por un número muy reducido de municipios (de oeste a este): Enontekiö, Inari y Utsjoki en Finlandia y Storfjord, Kåfjord, Nordreisa, Kautokeino, Karasjok, Tana, Nesseby y Sør-Varanger en Noruega. Dos salientes son delimitados por esta frontera: el territorio del municipio de Enontekiö en Finlandia y la parte sur del municipio de Sør-Varanger en Noruega.

## Historia

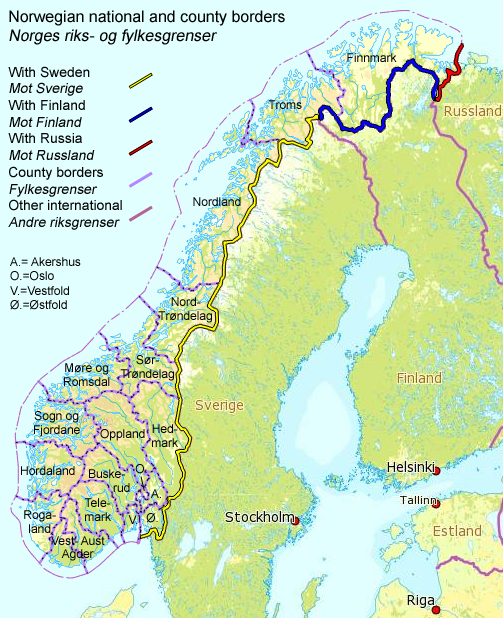
Las fronteras nacionales de Noruega:
Suecia
Finlandia
Rusia

La frontera se definió en un tratado de 1751, pero en ese momento era parte de la frontera entre el Reino de Suecia, gobernando Finlandia, y la Corona de Dinamarca, gobernando Noruega. En el período 1738-1751 hubo investigaciones de campo y negociaciones en la frontera, aunque la parte finlandesa necesitaba menos negociación. Después de eso, se construyó el mojón de Nesseby en 1766. Después de que Finlandia se convirtió en un Gran Ducado de Rusia, y el reino independiente de Noruega, permaneció en unión personal con Suecia bajo el rey sueco, se negoció nuevamente un tratado en 1816 con Rusia, definiendo la parte más oriental de la zona fronteriza. Entre 1920-1944, la zona de Petsamo pertenecía a Finlandia, por lo que la frontera entre Finlandia y Noruega se extendía a lo largo de la actual frontera entre Noruega y Rusia hasta el océano. El tratado de 1751 también otorgó al pueblo sami el derecho a cruzar la frontera libremente, incluido sus renos, como siempre lo habían hecho. En 1852, se cerró la frontera entre Noruega, Finlandia y Rusia, lo que causó problemas a los sami, que necesitaban los bosques finlandeses para el pastoreo de renos en invierno.
La frontera entre Finlandia y Noruega está abierta, ya que ambos países forman parte del Área Schengen. Es legal cruzar la frontera en cualquier lugar si no se necesita una declaración de aduanas o verificación de pasaporte. Hay una zona despejada de 8 metros de ancho a lo largo de la frontera terrestre. Casi la mitad de la frontera sigue los ríos Anarjohka y Tana. Hay 57 mojones originales al norte de Treriksröset desde 1766, numerados 293-342 al oeste del río Anarjohka y 343-349 al este del río Tana. Más tarde, se erigieron mojones adicionales numerados 343-353 contra Finlandia al este de Nesseby, y mojones entre los originales con una letra después del número.

## Lista de cruces de frontera en carretera
De oriente a occidente:
- Neiden (Carretera 92), N
- Polmak (Carretera 970/895), N
- Utsjoki  (Carretera E75), F
- Karigasniemi (Carretera 92), F
- Kivilompolo (Carretera E45), F
- Helligskogen (Carretera E8), N

N = Estación de aduana en el lado noruego
F = Estación de aduana en el lado finlandés
Todos los cruces de carretera en esta frontera tienen estaciones de aduana.